# Doris Blind
Doris Blind (ur. 11 marca 1976) – francuska zapaśniczka walcząca w stylu wolnym. Srebrna medalistka mistrzostw świata w 1994, 1995 i 1996. Mistrzyni świata juniorów w 1993. Pierwsza na mistrzostwach Francji w 1995 i 1996 i druga w 1997 roku.